# Leucotrichum mitchelliae
Leucotrichum mitchelliae là một loài dương xỉ trong họ Polypodiaceae. Loài này được Baker Labiak mô tả khoa học đầu tiên năm 2010.